# Alias il Ragno
Alias il Ragno (Alias the Spider) era un personaggio piuttosto oscuro protagonista dei fumetti della Golden Age, e comparve in Crack Comics per quasi tre anni (cominciando con il n. 1 nel 1940). Fu creato da Paul Gustavson, e il fumetto fu pubblicato dalla Quality Comics. La versione originale del personaggio della Golden Age è tuttora di pubblico dominio, ma i diritti sulle versioni successive sono di proprietà della DC Comics.

## Biografia del personaggio

### Golden Age
Il Ragno era, in realtà, un playboy di nome Tom Hallaway. Hallaway era stanco di vedere i criminali molestare ed uccidere i cittadini onesti, così adottò il costume del Ragno per rimettere a posto le cose. Il Ragno combatté il crimine in camicia gialla e calzonicini blu. Era armato di un arco ordinario e di frecce, di una macchina speciale chiamata La Vedova Nera, e dell'assistenza del suo valletto Chuck. Aveva anche una freccia speciale chiamata "Il Marchio del Ragno", che aveva un disco piatto sulla fine, che sparato verso le mani dei suoi nemici poteva disarmarli.
Una sola avventura del Ragno fu ristampata dalla DC Comics, la storia tratta da Crack Comics n. 25, che la vide pubblicata su Detective Comics n. 441.
Il Ragno fu mostrato successivamente sulle pagine di All-Star Squadron e Young All-Stars. sebbene solo in ruoli di cameo. Come personaggio della Quality Comics, fu uno dei personaggi che andò con lo Zio Sam a proteggere la Terra-X durante la Seconda guerra mondiale, divenendo parte dei Combattenti per la Libertà. Questo fu il finale di una storia cominciata in Justice League of America n. 107 e n. 108, che introdussero la maggior parte dei personaggi della Quality nell'Universo DC (precedentemente solo Plastic Man e Black Condor furono utilizzati).

### Post-Crisi
Nella continuità post-Crisi sulle Terre infinite, il Ragno non è un eroe. Tom Ludlow Hallaway non divenne il Ragno per motivi di altruismo, ma piuttosto perché era un contrabbandiere, un rapitore ed un assassino che utilizzava la sua seconda identità come copertura per eliminare la concorrenza. Sebbene fosse originariamente basato a St. Louis in Missouri, è un membro del Clan Ludlow del New England. La famiglia inavvertitamente si alzò verso L'Ombra, un quasi immortale e a volte criminale della Golden Age. La famiglia aveva una storia di guadagni illeciti, avendo originariamente ammontato il loro vasto guadagno uccidendo i loro partner nelle imprese d'affari.
Invece di lavorare con i Combattenti per la Libertà, questo nuovo Ragno era un membro dei Sette Soldati della Vittoria. La Crisi sulle Terre Infinite cancellò il Freccia Verde e lo Speedy della Golden Age dall'esistenza, ed il Ragno aiutò a riempire il vuoto nel gruppo. Il Cavaliere splendente, il Vigilante ed il suo partner Stuff, l'originale Star-Spangled Kid e Stripesy, e Crimson Avenger erano nel gruppo con il Ragno. Come descritto in Stars and S.T.R.I.P.E.S. n. 9, durante il caso finale dei Sette Soldati, il Ragno li tradì ai loro vecchio nemico, Iron Hand. Il Ragno uccise l'amico del Vigilante Billy Gunn, ma fu fermato dal partner Wing di Crimson Avenger, che risolse il problema contro Nebula Man (a costo della sua stessa vita).
Con le sole persone che lo sapevano uscito dalle sue radici criminali, il Ragno continuò la sua facciata eroica. Divenne l'eroe di Keystone City, dopo che Flash andò in pensione nel 1950. Purtroppo l'eredità dei Ludlow lo catturò come fece Shade. Il Ragno cominciò a pensare di affrontare The Shade per un po' e pianificò di uccidere l'immortale. Salvò alcuni frammenti e brandelli della materia di cui era fatta l'ombra di The Shade, piantandole sulla scena del crimine di un doppio delitto, quello di Jay Garrick (Flash della Golden Age) e di sua moglie Joan. Il Ragno sperò di diminuire i poteri di The Shade trattenendolo vicino ad un camino scoppiettante, ma la luce in più non fece altro che incrementare la sua ombra, così Shade creò un mostro di frecce fuse che sparò al Ragno con frecce nere. The Shade scappò in tempo per prevenire la morte di Jay Garrick, addirittura convincendo il suo vecchio nemico, Flash, di lasciarlo fuori dalle luci del caso.

### Lucas Ludlow-Dalt
Il figlio del Ragno, Lucas Ludlow-Dalt, prese arco e frecce nelle pagine di Starman, aiutando Culp, The Mist, Dottor Phosphorus, Solomon Grundy e molti altri criminali ad assaltare Opal City con l'aiuto dell'oscuità. Il Ragno si allenò tutta la vita per la sua vendetta su The Shade, e ci andò molto vicino. Matt O'Dare prevenne che il Ragno uccidesse The Shade, e fu cacciato fuori, in zone sconosciute. Fu anche l'assassino che tentò di uccidere Jack Knight nel numero finale di Starman. Fu già il responsabile di sedici morti, e The Shade disse a Jack Knight che stava per portarlo dentro.
Anche Stars and S.T.R.I.P.S.E. n. 9 descrisse l'inizio di un'attività di vendetta per un altro Ragno sebbene questo sarebbe potuto essere lo stesso Ragno descritto in Starman.
Il Ragno riprese il suo equipaggiamento nelle pagine delle serie recenti di Hawkman, confrontandosi con Hawkman, Hawkgirl e Freccia Verde. Freccia Verde colpì l'occhio da mira del Ragno con una freccia, sperando di fargli terminare la carriera di criminale menomandolo.

### Io, Ragno
Seven Soldier n. 0 presentò l'avvento di un terzo Ragno, sebbene egli disse il nome "Io, Ragno". Il personaggio, Thomas Ludlow Dalt, era uno dei cinque eroi messi insieme dal Vigilante per formare la nuova incarnazione dei Sette Soldati della Vittoria. Prima di ciò, fu catturato dai Sette Uomini Sconosciuti della Palude del Massacro dopo aver accettato di ucciderli nella loro base segreta nella menzionata Palude. Fu rivelato che i Sette lo assunsero al fine di attirarlo nel quartier generale così che si sperava che potessero prepararlo a sconfiggere Sheeda. A Thomas furono dati molti potenziamenti in termini delle sue abilità ed equipaggiamenti che consistevano di nuovi vestiti, un elicottero jet-black con un orologio simbolo a forma di vedova nera sulla base come "sangue freddo e mira perfetta". Il Ragno fu il figlio di Thomas Hallaway, e fratello di Lucas, che ne usurpò il titolo uccidendolo. La sua gloria ebbe vita breve tuttavia, poiché fu ucciso da Sheeda e resuscitato come suo agente.
Venne fuori, però, che questo Ragno non tradì i buoni come fece suo padre. Dopo un tentativo d'omicidio fallito verso la vita di Bulleteer, il Ragno fu accolto dal fantasma di Greg Saunders, il Vigilante originale. Ciò che accadde durante il loro confronto non fu mostrato ma in Seven Soldier n. 1, il Ragno sparò alla regina di Shheda, Gloriana Tenebrae, gettandola dal suo castello fluttuante. Tenebrae fu colpita ed uccisa da una macchina guidata da Bulleteer. Non si sa cosa accadde successivamente al Ragno.